# A
A (minuskuła: a) – pierwsza litera alfabetu łacińskiego i alfabetów na nim opartych, w tym alfabetu polskiego.

## Historia
| Hieroglif egipski | Alef protosynajski | Alef fenicki | Grecka alfa | Etruska litera a | Łacińska litera a |
| ----------------- | ------------------ | ------------ | ----------- | ---------------- | ----------------- |
|                   |                    |              |             |                  |                   |

Najstarszym przodkiem A była pierwsza litera alfabetu fenickiego – alef, wymawiany przy szerokim otwarciu jamy ustnej i niskim położeniu języka, a który wywodził się od hieroglifu przedstawiającego głowę wołu. W 1600 roku p.n.e. w piśmie fenickim stosowano formę liniową, która była podstawą dla niektórych późniejszych form zapisu pisma. Nazwa litery pochodzi od hebrajskiego lub arabskiego alefu.
Do alfabetu łacińskiego przeszła poprzez alfabet grecki dzięki literze alfa poprzez Etrusków, którzy przynieśli zmodyfikowany zapis greki – alfabet etruski na półwysep Apeniński z którego w późniejszym okresie zaczerpnęli Rzymianie przy tworzeniu zapisu języka łacińskiego który jest używany do dziś w wielu językach świata, w tym polskim.

## Zastosowanie
Litera a jest umieszczona na pierwszym miejscu w alfabecie łacińskim i w każdym na nim opartym.

### Język polski
W języku polskim litera a oznacza samogłoskę otwartą centralną niezaokrągloną ([ä]) na przykład w słowie las ([läs]). Samogłoska prawie otwarta przednia niezaokrąglona pełni funkcję alofonu samogłoski [ä] między samogłoskami miękkimi np. w słowie jajko (['jæjkɔ]) lub niania (['ɲæɲæ]).
Jest pierwszą, najczęściej występującą literą w alfabecie polskim. W próbce 2. wydania Korpusu IPI PAN liczącej ponad 30 milionów segmentów (około 25 milionów słów ortograficznych) występowała w 8,91% wszystkich liter.

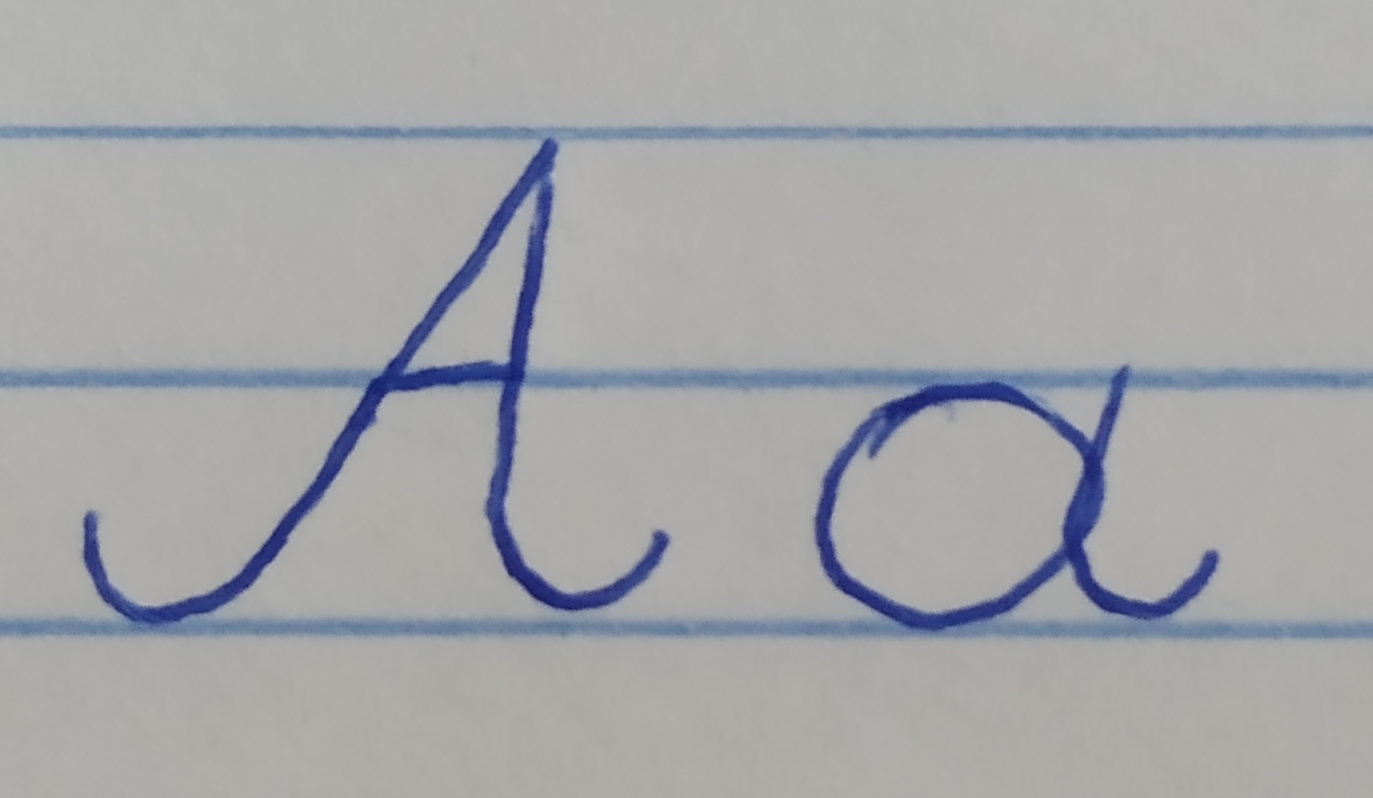
Odręczny zapis litery „a”

### Język angielski
We współczesnej ortografii angielskiej, litera a oznacza sześć różnych samogłosek. Często oznacza samogłoskę prawie otwartą przednią niezaokrągloną ([æ]) np. w słowie cat (/kæt/), które oznacza kota. Odpowiada też samogłosce otwartej tylnej niezaokrąglonej ([ɑː]) np. w słowie father (/ˈfɑː.ðə(ɹ)/) które oznacza ojca. Występuje w dwuznaku ae który odpowiada samogłosce półprzymkniętej przedniej niezaokrąglonej ([e]) jak i w słowie play (/pleɪ/) które oznacza między innymi zabawę. W słowie hare (/hɛɚ/ lub /heɹ/ oraz /heə/) które oznacza zająca litera a jest czytana jako samogłoska półprzymknięta przednia niezaokrąglona (/e/) lub jako samogłoska półotwarta przednia niezaokrąglona (/ɛ/). W wymowie wielu Anglików samogłoska otwarta przednia niezaokrąglona ([a]) zastępuje samogłoskę prawie otwartą przednią niezaokrągloną ([æ]).
Podwójne a nie występuje w angielskich słowach, jednak pojawia się w zapożyczeniach z języków obcych, np. w imieniu Aaron, które jest w Received Pronunciation wymawiane jako /ˈæɹ.ən/ lub /ˈɛə(ɹ).ən/.
A jest trzecią najczęściej występującą literą w języku angielskim (po literach e i t). W jednym z badań, średnio 3,68% liter używanych w tekstach angielskich stanowi właśnie ona.

### W innych językach
W pozostałych językach może być czytane między innymi jako:
- w esperanto jest wymawiane jako samogłoska otwarta przednia niezaokrąglona (/a/) lub samogłoska otwarta tylna niezaokrąglona (/ɑ/);
- w języku francuskim jest czytana jako samogłoska otwarta tylna niezaokrąglona (/ɑ/) np. w słowie pas ([pɑ]) które oznacza nie. Jest ona drugą najczęściej występującą w nim literą. Stanowi ona 3,95% wszystkich liter używanych w tym języku;
- w języku hiszpańskim litera a jest wymawiana jako samogłoska otwarta przednia niezaokrąglona (/a/) np. w słowie padre (['pa.ðre]) które znaczy ojciec. Stanowi ona 6.22% wszystkich liter używanych w tym języku;
- w języku saanicz litera a odpowiadają samogłosce półprzymkniętej przedniej niezaokrąglonej ([e]).

### Inne reprezentacje
Litera a jest również przedstawiana w postaci:
- w alfabecie fonetycznym ICAO litera a jest kodowana jako alfa (ang. Alpha);
- w międzynarodowym kodzie sygnałowym literę a symbolizuje biało-niebieska flaga z pasami pionowymi z trójkątnym wcięciem po prawej, niebieskiej stronie. Poza tym znaczeniem oznacza też „Mam nurka pod wodą; trzymajcie się z dala i idźcie powoli”;
- w alfabecie semaforowym literę a i liczbę jeden przedstawia się poprzez odchylenie prawej ręki z flagą w bok zaś lewej skierowanie w dół;
- w kodzie Morse’a literę a przedstawia się jako • — (nagranieⓘ);
- w alfabecie Braille’a litera a i liczba jeden są przedstawiana za pomocą ułożenia kropki z górnej prawej strony (⠁) z perspektywy możliwości ułożenia wszystkich kropek w jednym znaku (3 rzędy po 2 wiersze);
- w alfabecie Moona litera a i liczba jeden są przedstawiane jako dwie linie ułożone w kąt ostry przypominające majuskułę lambdy (Λ);
- w New York Point wielka litera a jest przedstawiana za pomocą 4 kropek, w ułożeniu dwóch kropek u góry po lewej stronie i dwóch na dole z prawej strony (⡜), a mała za pomocą dwóch kropek u góry (⠘);
- w języku migowym jest przedstawiane za pomocą ułożenia dłoni:
  - w wersji francuskiej (LSF) przedstawiane jest poprzez przyłożenie palca wskazującego, środkowego, serdecznego i palca małego do śródręcza a kciuka odchylenia w bok;
  - w wersji kanadyjskiej (LSQ) przedstawiane jest poprzez złożenie dłoni w pięść odchylając przy tym kciuk do góry. W zapisie SignWriting przedstawiane jest symbolem 𝣷;
  - w wersji polskiej (PJM) przedstawiane jest poprzez złożenie dłoni w pięść. W zapisie SingWriting przedstawiane jest symbolem 𝤃.

| Sygnalizacja                            | Sygnalizacja       | Sygnalizacja   | Język migowy | Język migowy | Język migowy | Alfabety dla niewidomych | Alfabety dla niewidomych |
| Flaga międzynarodowego kodu sygnałowego | Alfabet semaforowy | Kod Morse’a    | francuski    | kanadyjski   | polski       | Alfabet Braille’a        | Alfabet Moona            |
| --------------------------------------- | ------------------ | -------------- | ------------ | ------------ | ------------ | ------------------------ | ------------------------ |
|                                         |                    | ·– (nagranieⓘ) |              | 𝣷            | info 𝤃       | ⠁                        |                          |

## Grafemy i symbole oparte na A
| Niektóre litery diakrytyzowane i ligatury | Niektóre litery diakrytyzowane i ligatury | Niektóre litery diakrytyzowane i ligatury | Niektóre litery diakrytyzowane i ligatury | Niektóre litery diakrytyzowane i ligatury | Niektóre litery diakrytyzowane i ligatury | Niektóre litery diakrytyzowane i ligatury | Niektóre litery diakrytyzowane i ligatury | Niektóre litery diakrytyzowane i ligatury | Niektóre litery diakrytyzowane i ligatury |
| ----------------------------------------- | ----------------------------------------- | ----------------------------------------- | ----------------------------------------- | ----------------------------------------- | ----------------------------------------- | ----------------------------------------- | ----------------------------------------- | ----------------------------------------- | ----------------------------------------- |
| Å å                                       | Ǻ ǻ                                       | Ḁ ḁ                                       | ẚ                                         | Ă ă                                       | Ặ ặ                                       | Ắ ắ                                       | Ằ ằ                                       | Ẳ ẳ                                       | Ẵ ẵ                                       |
| Ȃ ȃ                                       | Â â                                       | Ậ ậ                                       | Ấ ấ                                       | Ầ ầ                                       | Ẫ ẫ                                       | Ẩ ẩ                                       | Ả ả                                       | Ǎ ǎ                                       | Ⱥ ⱥ                                       |
| Ȧ ȧ                                       | Ǡ ǡ                                       | Ạ ạ                                       | Ä ä                                       | Ǟ ǟ                                       | À à                                       | Ȁ ȁ                                       | Á á                                       | Ā ā                                       | Ā̀ ā̀                                       |
| Ã ã                                       | Ą ą                                       | Ą́ ą́                                       | Ą̃ ą̃                                       | ᶏ                                         | Æ æ                                       |                                           |                                           |                                           |                                           |
| Znaki alfabetów fonetycznych              |                                           |                                           |                                           |                                           |                                           |                                           |                                           |                                           |                                           |
| ɑ                                         | ᶐ                                         | ɐ                                         | ʌ                                         | ɒ                                         | ᶛ                                         | ᴀ                                         | ᴬ ᵃ ᵄ                                     | ₐ                                         | ꬱ                                         |
| Symbole i skróty                          |                                           |                                           |                                           |                                           |                                           |                                           |                                           |                                           |                                           |
| ª                                         | Å                                         | ∀                                         | @                                         | ₳                                         | Ⓐ                                         |                                           |                                           |                                           |                                           |

## Kodowanie
| Znak                   | A                      | A                      | a                    | a                    |
| ---------------------- | ---------------------- | ---------------------- | -------------------- | -------------------- |
| Nazwa w Unikodzie      | Latin Capital Letter A | Latin Capital Letter A | Latin Small Letter A | Latin Small Letter A |
| Kodowanie              | dziesiątkowo           | szesnastkowo           | dziesiątkowo         | szesnastkowo         |
| Unicode                | 65                     | U+0041                 | 97                   | U+0061               |
| UTF-8                  | 65                     | 41                     | 97                   | 61                   |
| Odwołania znakowe SGML | &#65;                  | &#x0041;               | &#97;                | &#x0061;             |
| ASCII1                 | 65                     | 41                     | 97                   | 61                   |
| EBCDIC                 | 193                    | C1                     | 129                  | 81                   |

1 W tym pochodne ASCII, takie jak DOS, Windows, ISO-8859 i Macintosh

## Podobne litery w innych językach
- Alfa (Αα) z alfabetu greckiego.
- A (Аа) z cyrylicy.